# Vladimir Lossky
Pour les articles homonymes, voir Lossky.

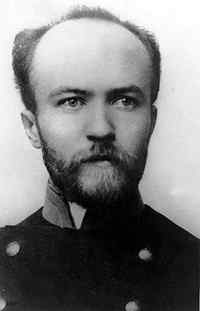
Nicolas Lossky, père de Vladimir, vers 1900.

Vladimir Nikolaïevitch Lossky (en russe : Владимир Николаевич Лосский; 8 juin 1903 à Göttingen – 7 février 1958 à Paris) est un théologien orthodoxe. 

## Éléments biographiques
Vladimir Lossky naît le 8 juin 1903, le lundi de Pentecôte, à Göttingen, en Allemagne, où sa famille séjourne momentanément. Son père, Nicolas Lossky, est à l'époque professeur de philosophie à Saint-Pétersbourg.
Il y passe donc son enfance, étudie au gymnasium N°1 de Pétrograd et commence des études de lettres en 1920. Lossky est profondément marqué par le procès et l'exécution du métropolite Benjamin de Pétrograd par les bolchéviques, auxquels il assiste à l'âge de 19 ans. Le métropolite Benjamin sera par la suite canonisé par l'Église orthodoxe russe.
Sa famille est expulsée par le gouvernement bolchévique en 1922 sur les « bateaux des philosophes ». 
Il étudie à la faculté des Arts de l'université de Pétrograd (1920-1922), poursuit ses études à Prague (1922-1924), où sa famille s'est installée. Il déménage à Paris en 1924 et y demeure jusqu'à sa mort en 1958. Passionné par les cours d'Étienne Gilson, il est diplômé de la Sorbonne, avec une spécialisation en philosophie médiévale. Il comprend son rôle comme étant de « témoigner, en Occident, de l'universalité de l'orthodoxie. Cette orientation le conduit à approfondir simultanément les traditions orientale et occidentale du christianisme »
Il est l'un des fondateurs et le premier doyen de l'Institut Saint-Denys à Paris (1945), où il enseigne la théologie dogmatique et l'histoire de l'Église jusqu'en 1953. En 1945 et 1946, il fait à l'École pratique des Hautes Études une série de conférences qui seront réunies par la suite dans un volume intitulé Vision de Dieu. De 1953 jusqu'à son décès en 1958, il dispense son enseignement dans le cadre des cours pastoraux organisés par le patriarcat de Moscou. Vladimir Lossky est particulièrement connu par son livre : La théologie mystique de l'Église d'Orient.
Il est en théologie l'un des principaux représentants du courant dit « néo-patristique  ».
Il meurt à Paris en 1958, à 54 ans, à son domicile de l'île Saint-Louis.

## Œuvres
- Essai sur la théologie mystique de l'Église d'Orient, éd. du Cerf, coll. « Foi Vivante », 2012 (première édition : 1944)
- Théologie négative et connaissance de Dieu chez Maître Eckhart, ed.  Vrin, 1960 ; 1973 ; 1998
- Vision de Dieu, éd. Delachaux & Niestlé, 1962
- À l'image et à la ressemblance de Dieu, Paris,  éd. Aubier-Montaigne, coll. « Le Buisson Ardent », 1967
- La Paternité spirituelle en Russie aux XVIIIe siècle et XIXe siècles (avec  Nicolas Arseniev), Éditions de l’Abbaye de Bellefontaine, 1977, coll.  « Spiritualité Orientale », no. 21
- Sept jours sur les routes de France : juin 1940, Éditions du Cerf, 2001
- Le Sens des icônes, éd. du Cerf, 2003 (en collaboration avec Léonide Ouspensky)
- Théologie dogmatique, éd. du Cerf, 2012